# Covada
Covada az Amerikai Egyesült Államok északnyugati részén, Washington állam Ferry megyéjében elhelyezkedő önkormányzat nélküli település.
Covada postahivatala 1905 és 1954 között működött. A település neve környékbeli bányák (Columbia, Orin, Verin, Ada, Dora és Alice) nevének kezdőbetűiből áll össze.

## Fordítás
Ez a szócikk részben vagy egészben  a   Covada, Washington című angol Wikipédia-szócikk ezen változatának fordításán alapul.  Az eredeti cikk szerkesztőit annak laptörténete sorolja fel. Ez a jelzés csupán a megfogalmazás eredetét és a szerzői jogokat jelzi, nem szolgál a cikkben szereplő információk forrásmegjelöléseként.